# Nossa Senhora da Saúde
Nossa Senhora da Saúde é uma das invocações marianas atribuídas à Virgem Maria na Ladainha Lauretana, sendo, sob essa designação, particularmente cultuada em Portugal. O seu culto foi incrementado com os relatos de aparições marianas reportadas por dois jovens indianos e por um grupo de comerciantes náufragos portugueses na localidade de Velankanni, no estado de Tâmil Nadu, na Índia, onde hoje se ergue uma imponente basílica.

## História
Tradicionalmente invocada pelos doentes (como afirma o Padre António Vieira no seu Sermão do Nascimento da Mãe de Deus: «Perguntai aos enfermos para que nasce esta celestial Menina, dir-vos-ão que nasce para Senhora da Saúde [...]»), tornou-se particularmente cultuada a partir dos finais do século XVI, sendo-lhe atribuída a intervenção miraculosa que levou ao fim de vários surtos de peste ocorridos em Portugal. Em sua honra, nas povoações libertas do flagelo, foram-lhe erigidas igrejas ou dedicadas velhas capelas preexistentes.
Assim, o primeiro surto, ocorrido em Lisboa no reinado de D. Sebastião, em 1568, atingiu o seu ponto máximo no Verão do ano seguinte; ante a elevada mortandade (que levou mesmo a que o rei pedisse ao tio Filipe II de Espanha que enviasse médicos para Portugal, para auxiliar no combate à doença), a população da capital começou a organizar procissões em honra da Virgem, para que por sua intercessão pudesse cessar a peste. Tendo a mortalidade decrescido até ao começo da Primavera seguinte, o povo agradecido passou a celebrar anualmente uma procissão em honra de Maria, sob a invocação de Nossa Senhora da Saúde, no 1.º Domingo de Maio (salvo raras excepções). A imagem protectora foi depositada na Igreja do Colégio de Jesus, tendo mais tarde sido transferida, em 1662, para a pequena Capela de Nossa Senhora da Saúde e de São Sebastião da Mouraria, na freguesia de Santa Justa, próxima ao Rossio. A sua procissão é amplamente concorrida todos os anos.
Um novo surto da doença, em 1599, tornou mais visível a devoção pela Senhora da Saúde. A pestilência era tão intensa que muitas pessoas fugiam da capital para os arredores, em busca de ares mais saudáveis. Foi nesse contexto que, por exemplo, nasceu a devoção à Senhora da Saúde na povoação de Montemor, em Loures, onde logo foi erguida uma capela à santa (Capela de Nossa Senhora da Saúde de Montemor).
Do mesmo modo, também nessa altura, em Sacavém, nos arredores da capital, foi encontrada uma imagem de Maria com o Menino nos braços que, invocada como Nossa Senhora da Saúde, se diz ter feito cessar a peste; a imagem foi depositada na Capela de Santo André aí existente, passando a ser todos os anos magnificamente cultuada com uma grandiosa procissão no primeiro fim-de-semana de Setembro.Em Vila Fresca de Azeitão (Concelho de Setúbal) também se venera Nossa Senhora da Saúde e se realiza uma Procissão integrada na Festa dedicada a Nossa Senhora da Saúde. Esta festa realiza-se anualmente no fim de semana mais próximo do dia 8 de Setembro e realiza-se desde 1723 na sequência de uma peste que ameaçou aquela região no Verão de 1723.

## Santa padroeira

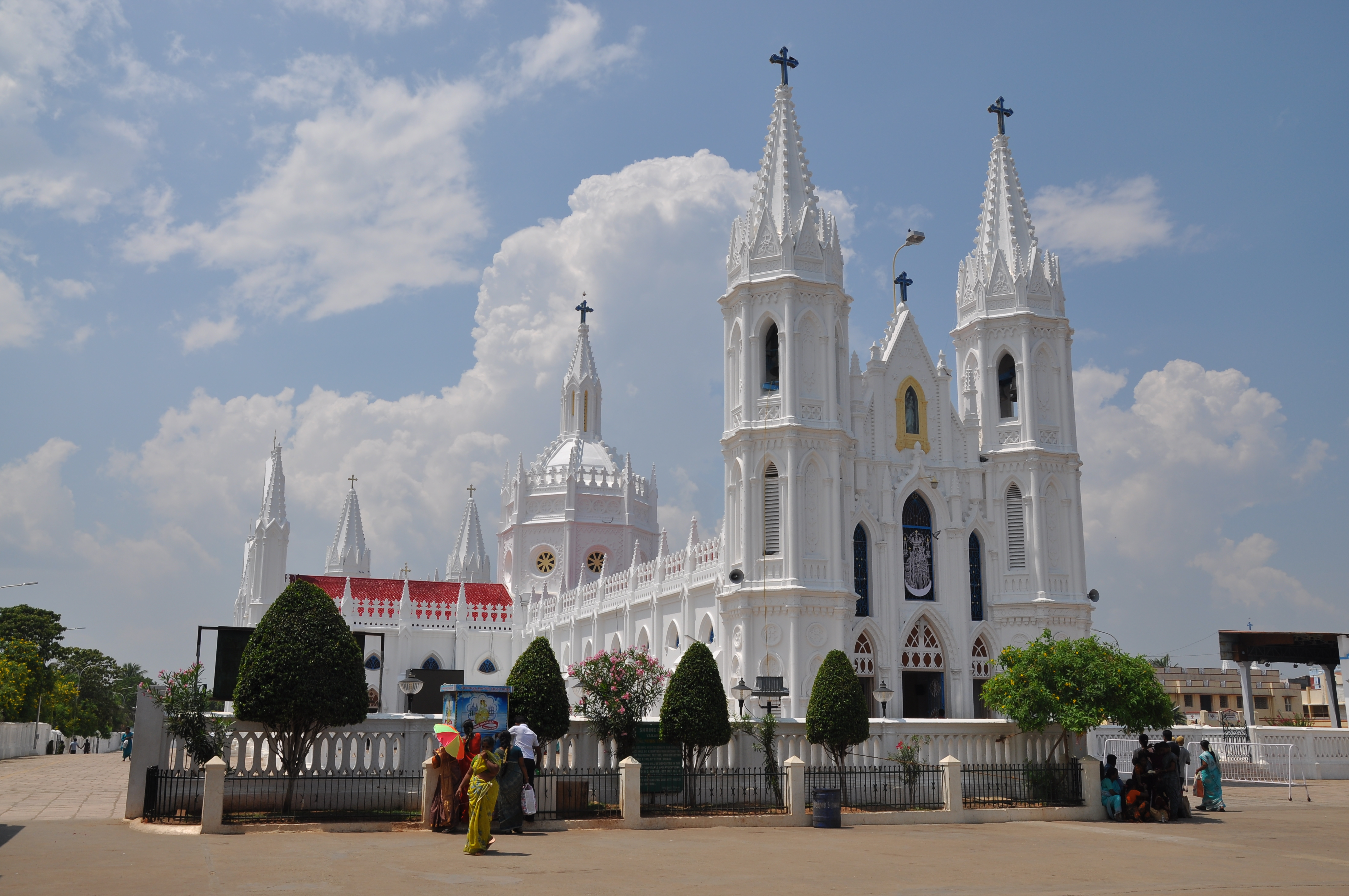
Basílica de Nossa Senhora da Boa Saúde em Velankanni, Tâmil Nadu, Índia.

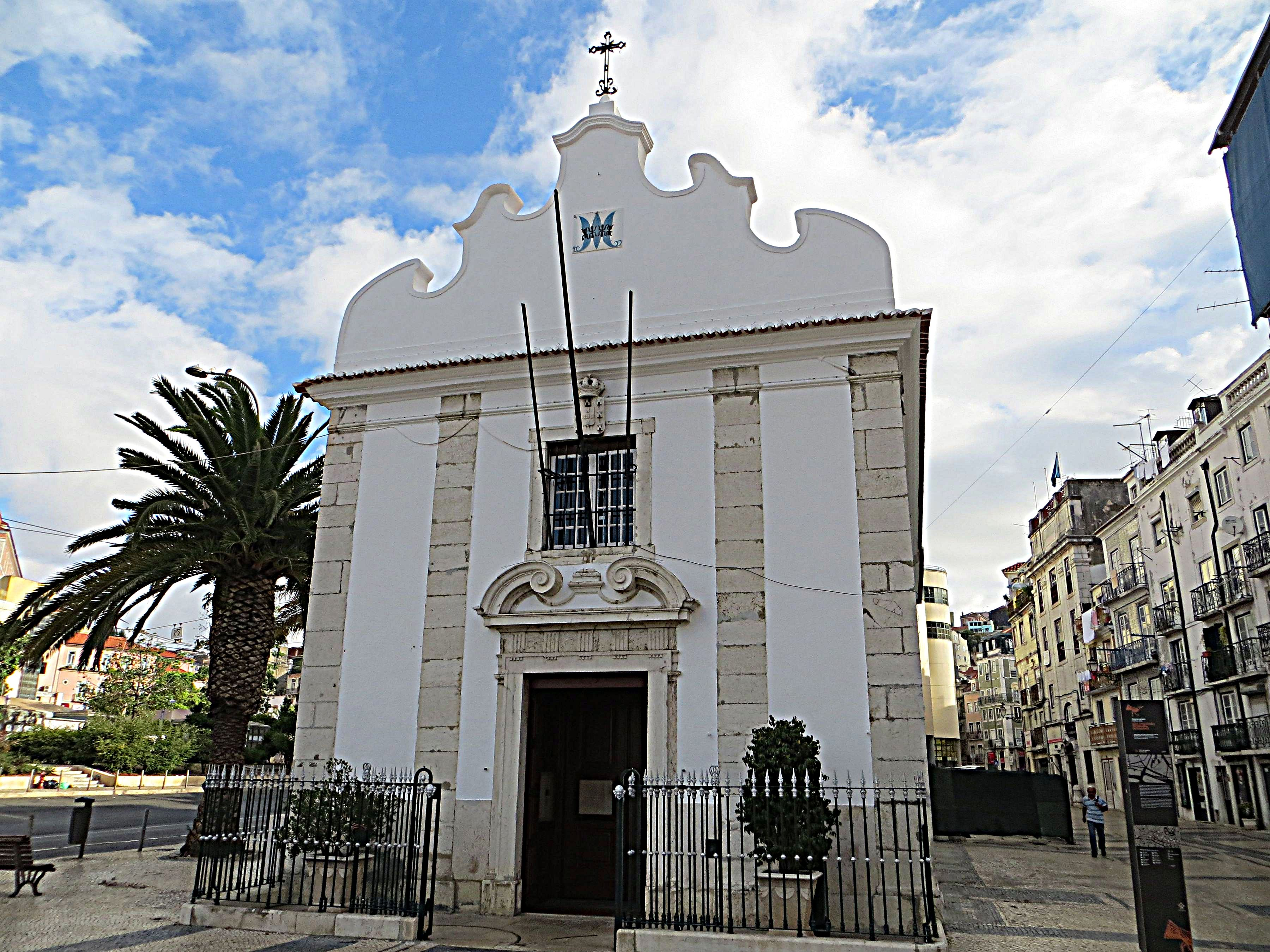
Capela de Nossa Senhora da Saúde, na Baixa Pombalina, em Lisboa, Portugal.

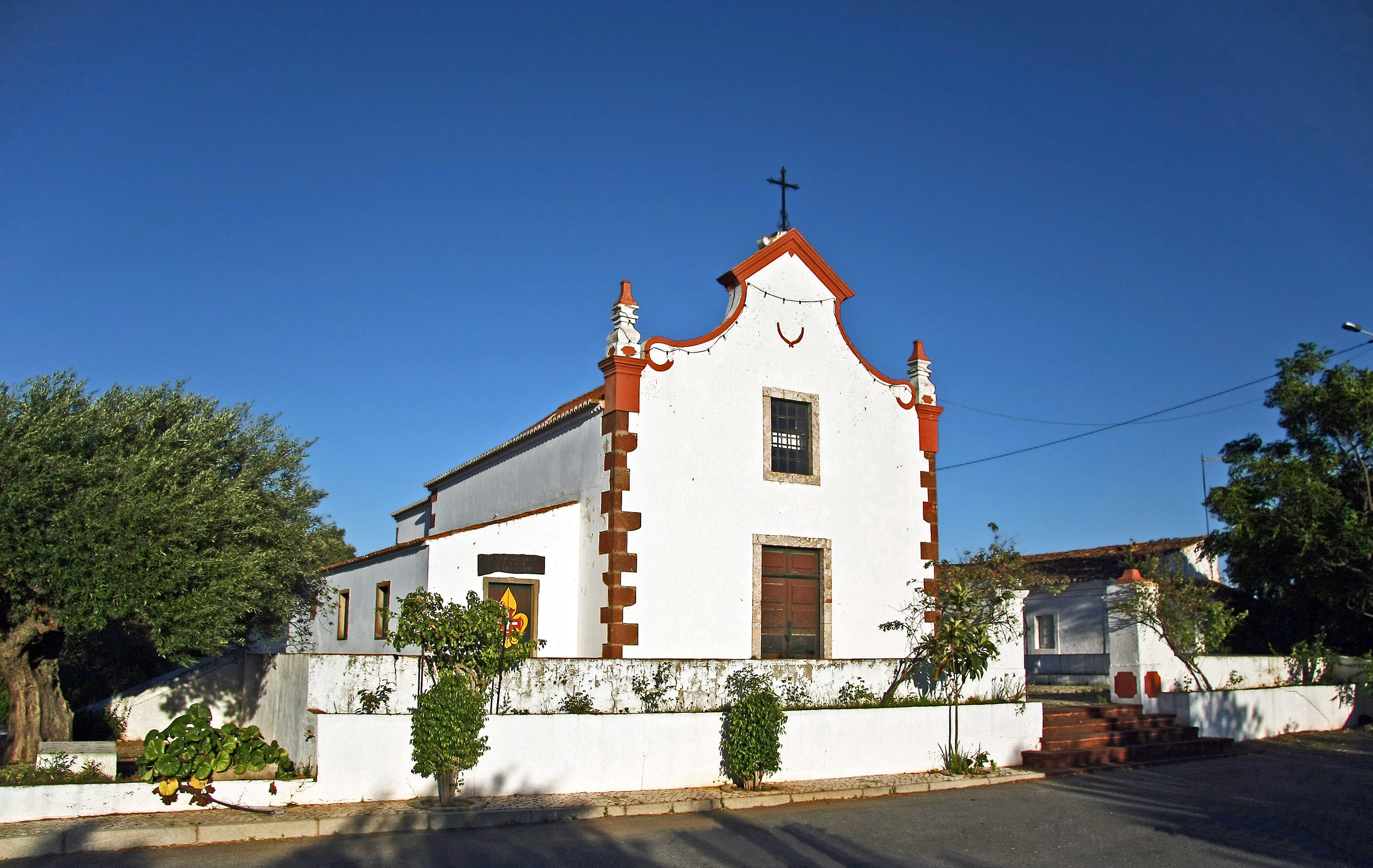
Ermida de Nossa Senhora da Saúde (São Bartolomeu de Messines), Algarve, Portugal

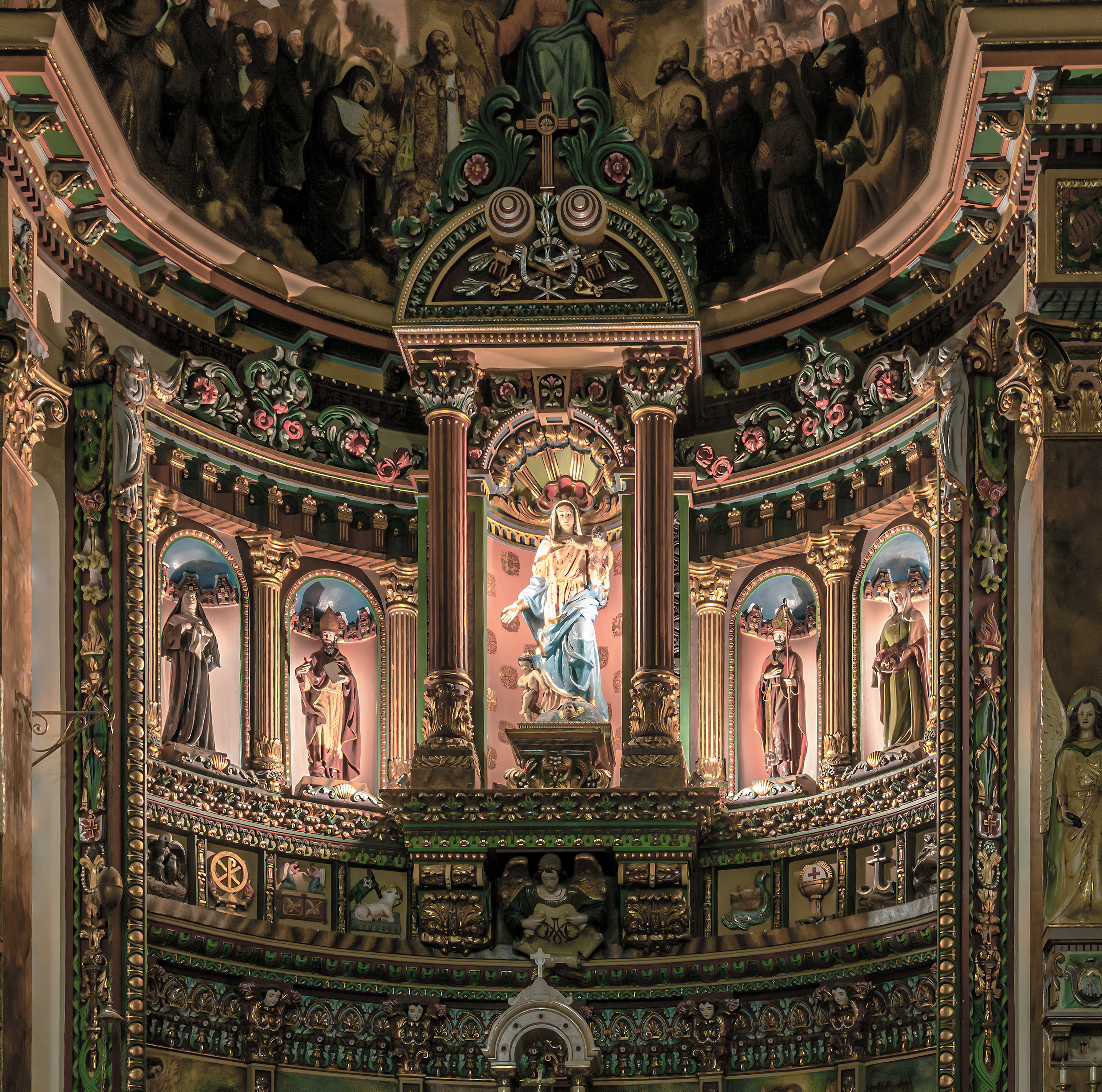
Igreja de Nossa Senhora da Saúde, em São Paulo, Brasil.

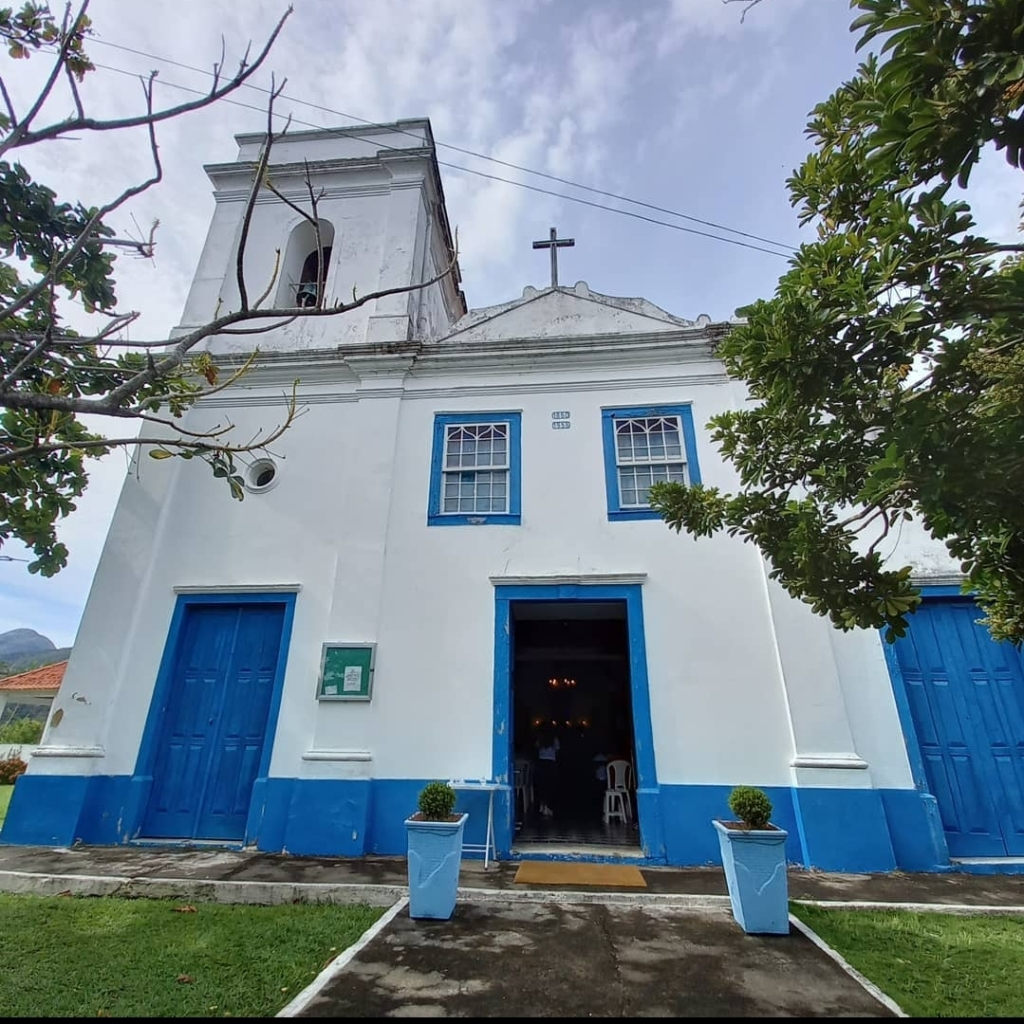
Capela Nossa Senhora da Saúde em Maricá.

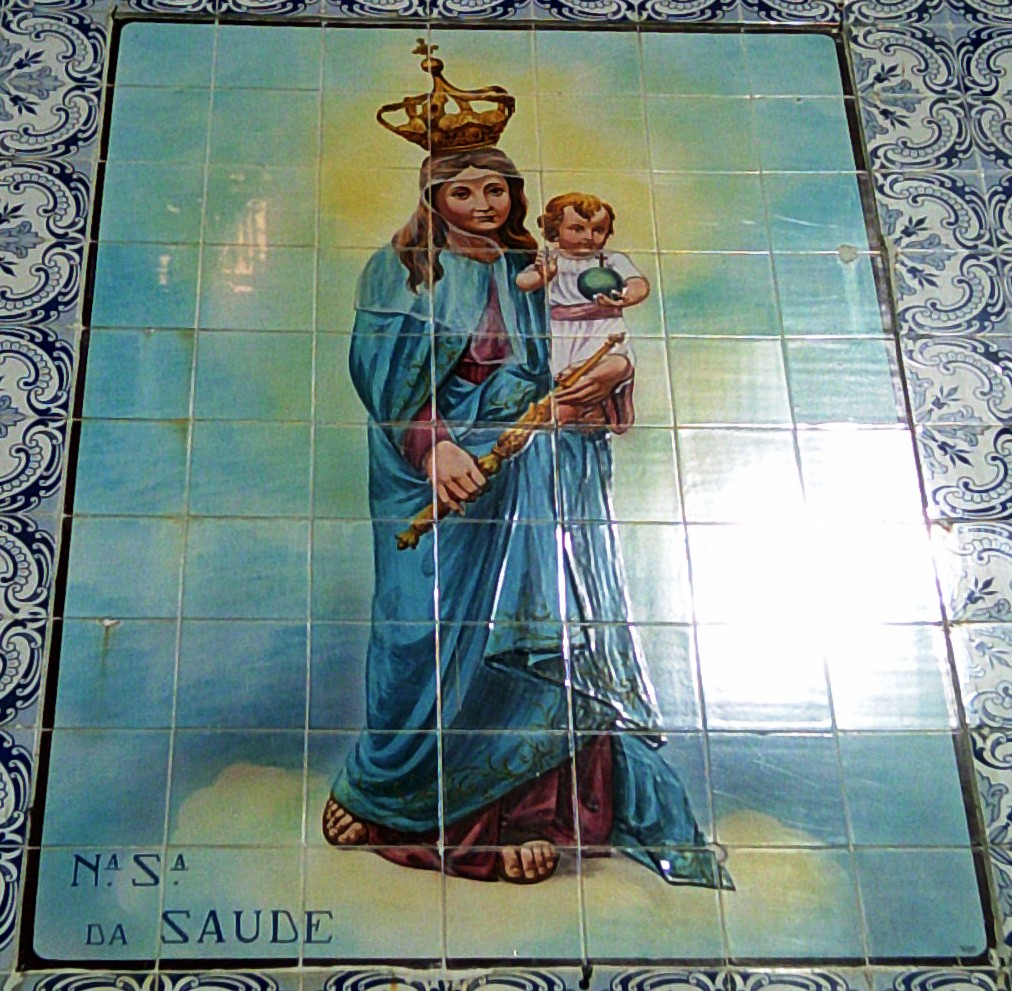
Painel de azulejos representando Nossa Senhora da Saúde, na fachada principal da Capela de São Geraldo, na freguesia de Maceda, concelho de Ovar, em Portugal.

O culto da Nossa Senhora da Saúde espalhou-se por Portugal e, actualmente, há inúmeras capelas e igrejas (algumas das quais com o título de santuário) até no Brasil que a evocam. Nossa Senhora da Saúde é o orago (ou co-orago) das seguintes povoações:
- Capela Nossa Senhora da Saúde (Maricá - RJ)
- Sobreiro (em Mafra)
- Vale de Maceira (Lousã, Coimbra)
- Reveles (Reveles, Coimbra)
- Vila Soeiro do Chão (Fornos de Algodres, Guarda)
- Alqueidão (na Figueira da Foz);
- Arrifes (em Ponta Delgada);
- Quintela (em Penacova);
- Barreiras (Cadaval);
- Gançaria (em Santarém);
- Senhora da Saúde (em Évora);
- Moinhos da Gândara (na Figueira da Foz);
- Sacavém (em Loures);
- Valpaços;
- Vila Fresca de Azeitão (em Setúbal);
- Gueifães (na Maia);
- Belide (em Condeixa-a-Nova);
- Chorosa (em Febres,Cantanhede);
- Cordinhã (em Cantanhede);
- Torres Vedras (em Coutada);
- Monte Murado, Pedroso (Vila Nova de Gaia)
- Esposende;
- Urgeira(em Valença do Minho);
- Folhadal (em Nelas);
- Casal da Coita (Caldas da Rainha)
- (Maxial da Estrada) (Sertã)
- Capela de Nossa Senhora da Saúde (no Funchal)
- Penafiel (em Abragão)
- Paróquia Nossa Senhora da Saúde e Glória (Salvador - BA)
- Santuário de Nossa Senhora da Saúde (em Tacaratu - PE)
- Santuário Arquidiocesano Nossa Senhora da Saúde (em Lagoa Santa - MG)
- Matriz basílica Nossa Senhora da Saúde (em Poços de Caldas - MG),
- Matriz Nossa Senhora da Saúde (em Lambari - MG)
- Pereiro (Mação)
- Ermida de Nossa Senhora da Saúde (São Bartolomeu de Messines)
- Santuário de Nossa Senhora da Saúde (em Dom Silvério - MG)
- Santuário de Nossa Senhora da Saúde (em Gestoso Vale de Cambra - PT)
- Paróquia Nossa Senhora da Saúde, Perdigão - MG
- Santuário de Nossa Senhora da Saúde (Tupanci do Sul - RS)
- Santuário de Nossa Senhora da Saúde (Silveira Martins - RS)
- Paróquia Nossa Senhora da Saúde (Alvorada - RS)
- Paróquia Nossa Senhora da Saúde (em Belo_Jardim - PE)
- Paróquia Nossa Senhora da Saúde (em Igaci - AL)
- Santuário Diocesano Nossa Senhora da Saúde (Ibiraçu - ES)
- Igreja Nossa Senhora da Saúde (Boa Saúde - RN)
- Capela de Nossa Senhora da Saúde (Santa Maria - RS)
- Igreja de Nossa Senhora da Saúde (Aldeia do Pereiro de Mação)
- Paróquia Nossa Senhora da Saúde  ( bairro Teresópolis, Porto Alegre/RS )
- Paróquia Nossa Senhora da Saúde (Abaíra-BA).
- Paróquia Nossa Senhora da Saúde ( Jussiape-BA)
- Capela Nossa Senhora da Saúde (Alambari do Meio, Rio das Pedras, SP).
- Paróquia Nossa Senhora da Saúde (Vila Jaguaribe, Campos do Jordão/SP).
- Matriz Nossa Senhora da Saúde (Casimiro de Abreu, RJ)
- Matriz de Nossa Senhora da Saúde( Japaratuba, SE)
- Paróquia Nossa Senhora da Saúde (Curicica, RJ)
- Paróquia Nossa Senhora da Saúde (Lages, SC)

## Celebrações religiosas
É celebrada oficialmente, consoante os locais, ou a 22 de Abril (Lisboa), ou a 15 de Agosto (também dia da Assunção de Maria), ou a 8 de Setembro,ainda no primeiro Domingo de Setembro é celebrada a eucaristia e procissão em Honra de Nossa Senhora da Saúde na Coutada. Em 8 de dezembro na cidade de Japaratuba no estado de Sergipe. Na Diocese de Colatina, da qual é sua padroeira, sua festa é comemorada aos 21 de novembro, dia em que a igreja faz memória da Apresentação de Nossa Senhora.
Em Pereiro, uma aldeia pertencente à freguesia e concelho de Mação, a missa solene em honra de Nossa Senhora da Saúde, padroeira da aldeia, tem lugar no último domingo de Agosto de cada ano. Finda a missa solene, segue-se a grandiosa procissão que percorre todas as ruas da aldeia que nessa altura se encontram pomposamente enfeitadas com milhares e milhares de flores de plástico feitas pela sua população ao longo de todo o ano.
Para transportar o andor de Nossa Senhora da Saúde, na procissão do Pereiro, são necessárias dezasseis pessoas que, dessa forma, cumprem promessas feitas em momentos de maior aflição, ao longo do ano.
Esta romaria é visitada por milhares e milhares de pessoas que ali se deslocam, vindas de todos os pontos do país, aproveitando para ver as ruas enfeitadas e as festas desta aldeia (tanto a parte religiosa, como a pagã).
Em Abragão (concelho de Penafiel) as celebrações são realizadas no primeiro fim de semana de setembro. Na quinta-feira realiza-se a procissão de vela em honra da Nossa Senhora da Saúde. No Domingo celebra-se a missa, também em sua honra, na capela e da parte da tarde realiza-se a procissão em sua honra. Esta é uma das festas mais importantes a Norte de Portugal. Durante a semana da celebração das festas em honra da Nossa Senhora da Saúde, chegam peregrinos dos vários cantos do pais, a pé, para cumprir as suas promessas.
Em Itália (onde é conhecida como Madonna della Salute), é celebrada a 21 de Novembro e tem o seu maior santuário em Veneza - a Basílica de Santa Maria della Salute. A sua construção resultou da promessa do Doge da Sereníssima República, Nicoletto Contarini, de construir uma basílica em honra da Senhora da Saúde, caso cessasse um surto de peste, em 1631.A veneração à Nossa Senhora da Saúde, foi trazida ao Brasil pelos imigrantes italianos da Região do Vêneto.
Em Boa Saúde-RN a Festa de Nossa Senhora da Saúde é realizada anualmente entre os dias 24 de Janeiro e 02 de Fevereiro,reunindo milhares de pessoas principalmente no dia 02 de Fevereiro. A pocissão pela cidade reune milhares de pessoas. A devoção a santa no municipio dura a mais de 134 anos,sendo umas das maiores festas religiosas da região Agreste Potiguar.
Em Buenos Aires, município de São Lourenço do Piauí, as celebrações em honra a Nossa Senhora da Saúde são realizadas anualmente entre os dias 22 a 31 de maio, desde 1993, com a festa da padroeira ocorrendo no dia 31 de maio, encerrando o mês Mariano.

Na Paróquia Nossa Senhora da Saúde em Curicica, Rio de Janeiro, a Festa da Padroeira é realizada na primeira quinzena de novembro, com a Novena, Carreata e Procissão da Padroeira. O dia da Festa da Padroeira é celebrado no dia 16 de novembro. 

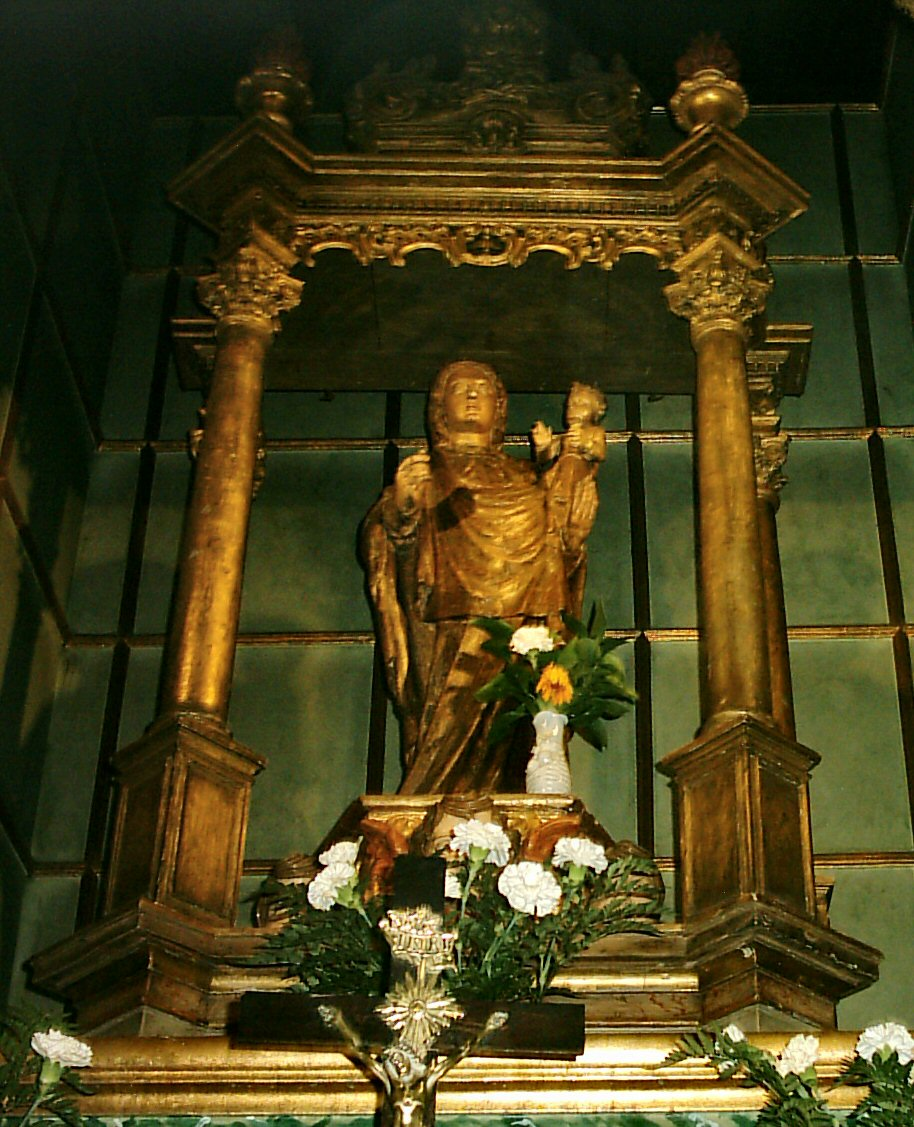
Ficheiro:Capela_de_Nª_Srª_da_Saúde_-_Altar_(2).JPGNossa Senhora da Saúde, em Sacavém.
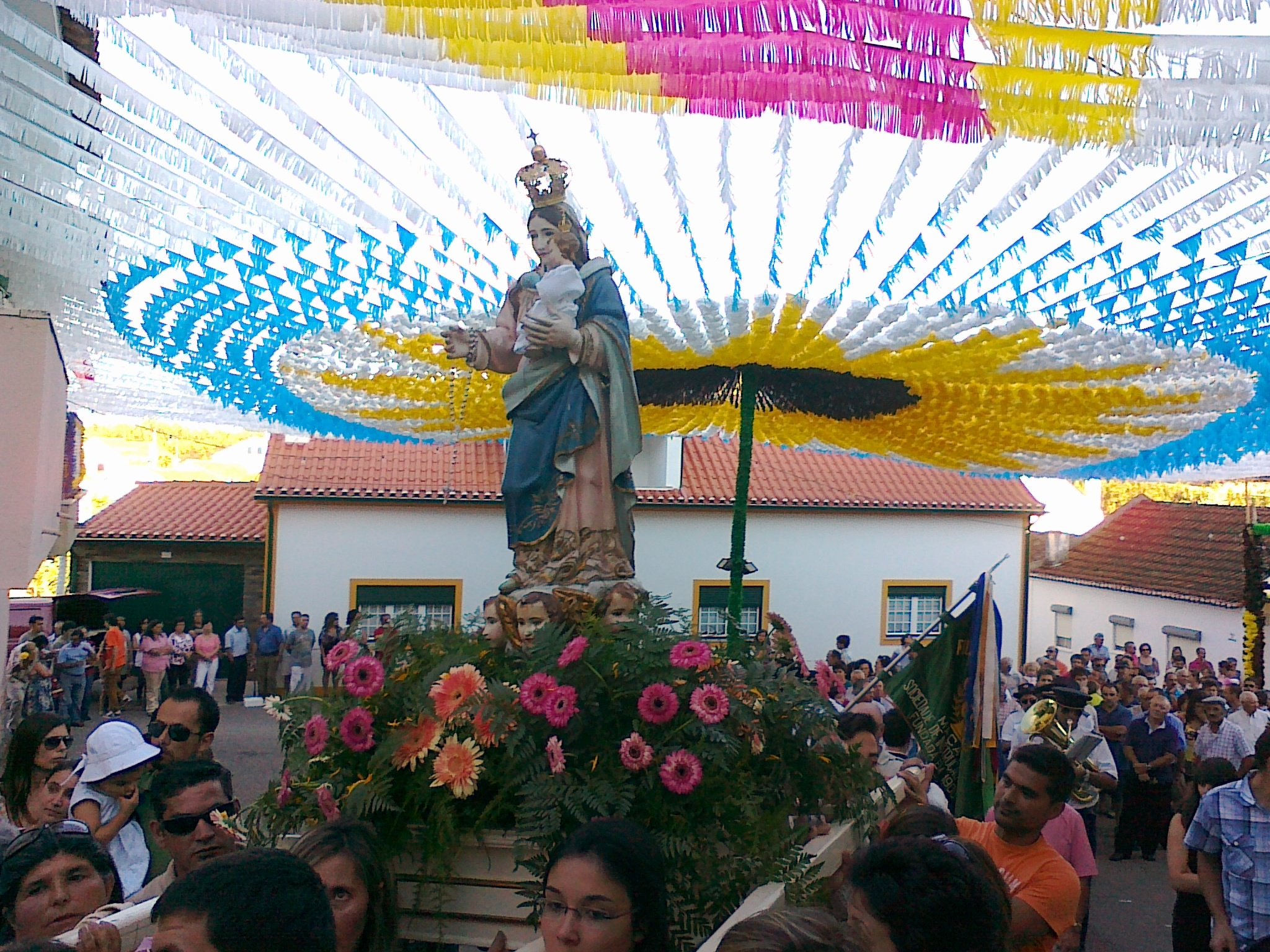
Ficheiro:PROCISSÃO_DA_SENHORA_DA_SAÚDE_NO_PEREIRO_(MAÇÃO).JPGO andor de Nossa Senhora da Saúde na procissão em Pereiro (Mação)